# Bolboceras inchoatum
Bolboceras inchoatum är en skalbaggsart som beskrevs av Louis Albert Péringuey 1901. Bolboceras inchoatum ingår i släktet Bolboceras och familjen Bolboceratidae. Inga underarter finns listade.